# Коньки (присілок)
Коньки́ (рос. Коньки, удм. Кучос) — присілок в Зав'яловському районі Удмуртії, Росія.
Знаходиться над правим берегом річки Коньки, правої притоки Нечкінки, у місці впадіння до неї її правих приток Прохорошмес та Ошмес.
Населення — 50 осіб (2010; 59 в 2002).
Національний склад станом на 2002 рік:
- удмурти — 97 %